# Reuben Foster
Reuben Foster (* 4. April 1994 in Auburn, Alabama) ist ein US-amerikanischer American-Football-Spieler auf der Position des Linebackers. Er spielte zuletzt für das Washington Football Team in der National Football League (NFL). Zuvor spielte er College Football an der University of Alabama für die Alabama Crimson Tide und wurde von den 49ers in der ersten Runde des NFL Drafts 2017 ausgewählt. Foster galt als Nummer-Eins-Inside-Linebacker seines Jahrgangs. Er gewann den Butkus Award der NCAA für den besten Linebacker in der Saison 2016. Am 25. November 2018 wurde Reuben Foster nach seiner dritten Verhaftung in 11 Monaten von den 49ers entlassen. Auslöser der Verhaftung war häusliche Gewalt.
In der Saison 2024 spielt Foster für die Houston Roughnecks in der United Football League (UFL).

## Highschool
Foster zog mit sechs Jahren von Alabama nach Georgia. Dort besuchte er die Troup County High School, wo er auch American Football spielte. Während seines Freshmanjahres in einem Spiel gegen die Carver High School lieferte Foster eine herausragende Leistung gegen Runningback Isaiah Crowell ab. “That was my coming out party. That's when they started calling me 'freakish freshman'” (deutsch: „Das war meine Debütantenparty. Von da an nannten sie mich verrückten Neuling.“), sagte Foster nach dem Spiel. Er beendete das Jahr mit 110 Tackles.
Foster beendete seine Juniorsaison an der Troup County High School mit 185 Tackles, wobei 34 Tackles für Raumverlust sorgten und 18 Sacks dabei waren. Nach Gerüchten im Februar 2012 um Charles Flowers, den Trainer des Troup County High School Footballteams, entschied sich Foster, sein Seniorjahr an einer anderen Highschool zu absolvieren.
Im April 2012 wechselte er zur Auburn High School in Alabama.
In seinem letzten Highschooljahr kam Foster auf 80 Tackles und 2 Sacks. Foster spielte 2013 im Under Armour All-America Game, welches er mit 6 Tackles, wobei 2,5 für Raumverlust sorgten, und der Auszeichnung als Defensive-MVP beendete.

## College
Foster debütierte für die Alabama Crimson Tide im Saisoneröffnungsspiel gegen die Virginia Tech University. In diesem Spiel kam er lediglich auf ein Tackle. Er erreichte in 9 Spielen der Saison 12 Tackles, wobei eines für Raumverlust des Gegners sorgte. Am 5. April 2014 verletzte sich Foster während des Trainings.
Er verlor seine Position als Starter an Reggie Ragland. Foster spielte dennoch in 11 Spielen und kam auf die drittmeisten Tackles (8) in den Special Teams. Seinen ersten Karrierestart als Middle Linebacker machte er gegen die West Virginia Mountaineers. Er kam auf 7 Tackles, einer für Raumverlust. Sein zweites Jahr beendete Foster mit 22 Tackles.
In seinem Juniorjahr wurde Foster Starter als Inside Linebacker und wurde zweitbester Linebacker mit 73 Tackles, 2 Sacks, 3 Quarterback-Hurries und 9 abgewehrten Pässen. Ab seinem Seniorjahr galt er als einer der besten Linebacker im College Football. Nach seiner letzten Saison, die er mit 115 Tackles, 13 für Raumverlust, und 5 Sacks beendete, gewann er den Butkus Award für den besten Linebacker im College Football.

## NFL
Am 13. Februar 2017 unterzog sich Foster einer Schulteroperation, was zur Folge hatte, dass er nicht am NFL Combine teilnehmen konnte.
Foster wurde vom NFL Combine ganz ausgeschlossen, nachdem er sich ein hitziges Gespräch mit einem Krankenhausmitarbeiter geliefert hatte. Während des NFL Combines wurde verkündet, Foster habe einen Drogentest nicht bestanden. Am 20. April 2017 wurde aufgedeckt, dass seine Urinprobe verdünnt war, was als positives Testergebnis gewertet wurde.
Reuben Foster galt als Top-Ten-Pick des NFL Drafts 2017. Durch den positiven Test, seine Schulterverletzung und den abgebrochenen NFL Combine rutschte er im Draft ab. Letztendlich wurde er in der ersten Runde an einunddreißigster Stelle von den San Francisco 49ers gedraftet, was auch oft als Steal (englisch draftsteal ‚Schnäppchen des Drafts‘) galt.
2018 wurde Foster wegen illegalen Waffen- und Drogenbesitzes für zwei Spiele gesperrt.
Am 25. November 2018 wurde Reuben Foster nach seiner dritten Verhaftung in 11 Monaten von den San Francisco 49ers entlassen. Auslöser der Verhaftung war häusliche Gewalt.
Am 27. November 2018 sicherten sich die Washington Redskins die Rechte an Reuben Foster über den Waiver.
Nach einer Knieverletzung in der Saisonvorbereitung im Mai 2019 stand Foster zwei Jahre lang auf der Injured Reserve List und kam zu keinem Einsatz in der NFL mehr. In der Saison 2023 schloss er sich den Pittsburgh Maulers der United States Football League (USFL) an und kam für sie in acht Spielen zum Einsatz. Beim Dispersal Draft zur neugebildeten United Football League (UFL) im Januar 2024 wählten die Houston Roughnecks Foster aus.

## Persönliches
Foster Eltern sind Inita Berry Paige und Danny Foster. Sein Vater schoss auf seine Mutter im November 1995, während sie Reuben hielt, der ebenfalls verletzt wurde.
Nachdem Danny Foster 1996 angeklagt worden war, floh er nach Kalifornien, wo er festgenommen wurde. Er wurde nach Randolph County überführt, wo er im Dezember 1996 ausbrach. Unter neuer Identität wurde er nach 16 Jahren in Miami festgenommen und wieder ins Rudolph County überführt.
Reuben Foster hat eine Tochter.
Im April 2016 war Reuben Foster während einer Schießerei vor einem Nachtclub in Auburn, bei der drei Menschen starben, anwesend, aber nicht involviert.